# Suzy Prim
Suzy Prim (11 de octubre de 1896 – 8 de julio de 1991) fue una actriz teatral y cinematográfica de nacionalidad francesa.

## Biografía
Nacida en París, Francia, su verdadero nombre era Suzanne Mariette Arduini. Hija de Gaston Arduini, artista perteneciente a una familia de actores y mimos italianos establecidos en Francia desde el siglo XVII, subió al escenario siendo todavía una niña. 
Prim frecuentó el Teatro de l'Œuvre de Lugné-Poe, en el que creció artísticamente. Ella dedicó al teatro gran parte de su vida artística, señalándose como una de las mejores actrices y actuando con frecuencia junto a Sacha Guitry y Jules Berry.
Descubierta por Louis Feuillade, fue una actriz infantil cinematográfica, tomando parte de diversos filmes producidos por Gaumont Film Company con el pseudónimo de La petite Arduini. Abandonó de manera temporal el cine, volviendo ya como adolescente en 1910 en la cinta Petits poèmes antiques. Además de actuar en su país, Prim también trabajó en Italia, donde rodó ocho películas, entre ellas La beffa atroce (1915), Appassionatamente (1919) y Il suo destino (1921).
Tras dejar nuevamente el cine en los años 1920, Prim reinició su carrera cinematográfica en el cine sonoro con el film Mon coeur et ses millions (1931), y en los siguientes años consiguió mayor notoriedad que en el período mudo. Entre sus actuaciones más destacadas figuran las de Les bas-fonds (1936), La principessa Tarakanova (1938),  Au royaume des cieux (1949) y Douze heures d'horloge (1959), cinta de la cual fue productora. Su última actuación cinematográfica tuvo lugar en 1976 en Le Corps de mon ennemi.
Durante unos años, Prim fue compañera sentimental del actor Jules Berry, que a menudo fue su pareja tanto en el escenario como en la gran pantalla. Suzy Prim falleció en Boulogne-Billancourt, Francia,  en 1991. Fue enterrada en el Cementerio de Belleville, en París.

## Filmografía
| - 1910: Petits poèmes antiques, de Louis Feuillade. - 1910: Le Noël de grand-mère. - 1910: Le Crime de grand-père, de Léonce Perret. - 1911: Cœur d'enfant, de Léonce Perret. - 1912: Le Petit Poucet, de Georges-André Lacroix. - 1913: Jeu d'enfant, de Henri Fescourt. - 1913: Le Faux départ - 1913: Carmen, de Giovanni Doria y Augusto Turqui. - 1917: Les écrits restent, de Georges-André Lacroix. - 1917: Haine, de Georges-André Lacroix. - 1918: Le Marchand de bonheur, de Georges-André Lacroix. - 1918: Le Noël d'Yveline, de Georges-André Lacroix. - 1918: En détresse, de Henri Pouctal. - 1918: Il suo destino, de Georges-André Lacroix. - 1919: Les Deux Roses, de Camillo de Rossi. - 1919: Passionnément, de Georges-André Lacroix. - 1920: La Vengeance de Mallet, de Georges-André Lacroix. - 1921: L'Aiglonne, de Emile Keppens. - 1921: Reine-Lumière, de Lino Manzoni. - 1921: Un drame d'amour, de Rose Pansani. - 1931: Mon cœur et ses millions, de André Berthomieu. - 1931: Quatre jours de tôle - 1934: Un petit trou pas cher, de Pierre-Jean Ducis. - 1935: Le Crime de Monsieur Pégotte, de Pierre-Jean Ducis. - 1935: Le Bébé de l'escadron, de René Sti. - 1935: Marie des Angoisses, de Michel Bernheim. - 1935: Mayerling, de Anatole Litvak. - 1936: Samson, de Maurice Tourneur. - 1936: Au service du tsar, de Pierre Billon. - 1936: Les bas fonds, de Jean Renoir. - 1936: Le Chemin de Rio, de Robert Siodmak. - 1936: Les Jumeaux de Brighton, de Claude Heymann. - 1936: Moutonnet, de René Sti. - 1936: La Peur, de Victor Tourjansky. - 1936: La Reine des resquilleuses, de Max Glass y Marco de Gastyne. - 1936: Un de la légion, de Christian-Jaque. - 1936: Vingt-sept rue de la Paix, de Richard Pottier. - 1937: Alexis, gentleman-chauffeur, de Max de Vaucorbeil. - 1937: Les Anges noirs, de Willy Rozier. - 1937: L'Appel de la vie, de Georges Neveux. | - 1937: Arsène Lupin détective, de Henri Diamant-Berger. - 1937: Ètes-vous jalouse ?, de Henri Chomette. - 1937: Les Pirates du rail, de Christian-Jaque. - 1938: Tarakanowa, de Fédor Ozep. - 1938: Carrefour, de Kurt Bernhardt. - 1938: Farinet ou L'Or dans la montagne, de Max Haufler. - 1938: Le Patriote, de Maurice Tourneur. - 1939: Berlingot et cie, de Fernand Rivers. - 1939: Cas de conscience, de Walter Kapps. - 1940: Untel Père et Fils, de Julien Duvivier. - 1941: L'Étrange Suzy, de Pierre-Jean Ducis. - 1941: Les Petits Riens, de Raymond Leboursier. - 1942: Le Bienfaiteur, de Henri Decoin. - 1943: Après l'orage, de Pierre-Jean Ducis. - 1943: Au Bonheur des Dames, de André Cayatte. - 1943: La Collection Ménard, de Bernard Roland. - 1943: L'Homme de Londres, de Henri Decoin. - 1943: La Malibran, de Sacha Guitry. - 1943: La Rabouilleuse, de Fernand Rivers. - 1945: Les Caves du Majestic, de Richard Pottier. - 1946: Quartier chinois, de René Sti. - 1946: Le Cabaret du grand large, de René Jayet. - 1946: Triple enquête, de Claude Orval. - 1949: Au revoir Monsieur Grock, de Pierre Billon. - 1949: Au royaume des cieux, de Julien Duvivier. - 1949: Le Cas du docteur Galloy, de Maurice Boutel. - 1950: Trafic sur les dunes, de Jean Gourguet. - 1951: Les Deux Gamines, de Maurice de Canonge. - 1952: Suivez cet homme, de Georges Lampin. - 1953: Les Compagnes de la nuit, de Ralph Habib. - 1954: Le Feu dans la peau, de Marcel Blistène. - 1954: Les pépées font la loi, de Raoul André. - 1955: Mémoires d'un flic, de Pierre Foucaud. - 1956: Lorsque l'enfant paraît, de Michel Boisrond. - 1958: Douze heures d'horloge, de Geza Radvanyi, también productora. - 1959: Les Lionceaux, de Jacques Bourdon, también productora. - 1966: L'Homme de Marrakech, de Jacques Deray. - 1972: Profession : aventuriers, de Claude Mulot. - 1976: Le Corps de mon ennemi, de Henri Verneuil . |

## Colaboraciones diversas
- Únicamente productora de Clara et les Méchants, de Raoul André, en 1957.
- Únicamente guionista de La Fayette, de Jean Dréville, en 1961.
- Únicamente guionista de L'Homme de Marrakech, de Jacques Deray, en 1965.

## Teatro
- 1923: La Maison avant tout, de Pierre Hamp, escenografía de Lugné-Poe.
- 1924: La sonata a Kreutzer, de Fernand Nozière y Alfred Savoir a partir de León Tolstói, escenografía de Lugné-Poe, Teatro de l'Œuvre.
- 1925: Les Marchands de gloire, de Marcel Pagnol y Paul Nivoix, escenografía de Gabriel Signoret, Teatro de la Madeleine.
- 1925: Parce que...! de Jean Alley, Teatro des Mathurins.
- 1926: Monsieur de Saint-Obin, de André Picard y Harold Marsh Harwood, Teatro des Mathurins.
- 1927: La Livrée de M. le Comte, de Francis de Croisset a partir de Melville Collins, Teatro de l'Avenue.
- 1927: Baccara, de René Saunier, escenografía de Jules Berry, Teatro des Mathurins.
- 1928: La Vie est belle, de Marcel Achard, Teatro de la Madeleine.
- 1929: Banco, de Alfred Savoir, Teatro de la Potinière.
- 1930: Guignol, un cambrioleur, de Georges Berr y Louis Verneuil, Teatro de la Potinière.
- 1931: Monsieur de Saint-Obin, de André Picard y Harold Marsh Harwood, Teatro Édouard VII.
- 1931: Déodat, de Henry Kistemaeckers, Teatro Édouard VII.
- 1933: Peau d'Espagne, de Jean Sarment, Théâtre de l'Athénée.
- 1933: La Fuite en Égypte, de Robert Spitzer, Teatro des Mathurins.
- 1934: Les Amants terribles, de Noël Coward, escenografía de Jean Wall, Teatro Michel.
- 1935: Quand jouons-nous la comédie ?, de Sacha Guitry, Théâtre de Paris, con André Luguet.
- 1936: Trois...Six...Neuf..., de Michel Duran, escenografía de Jean Wall, Teatro Michel.
- 1942: Trois... Six... Neuf..., de Michel Duran, escenografía de Roland Armontel, Théâtre de Paris.
- 1943: À la gloire d'Antoine, de Sacha Guitry, Teatro Antoine.
- 1947: Messaline, de Claude Vermorel, escenografía de Georges Douking, Teatro Pigalle.
- 1948: La Folle du 27, de Jean Guitton, escenografía de Jacques-Henri Duval, Théâtre de Paris.
- 1951: Tapage nocturne, de Marc-Gilbert Sauvajon, escenografía de Jean Wall, Teatro Edouard VII.
- 1952: Back Street, de Michel Dulud, escenografía de Christian-Gérard, Teatro Fontaine, Teatro des Célestins.
- 1953: Les Amants terribles, de Noel Coward, escenografía de Jean Wall, Théâtre du Gymnase Marie-Bell
- 1955: La Grande Felia, de Jean-Pierre Conty, escenografía de Christian-Gérard, Teatro del Ambigu-Comique.
- 1956: Comme avant, mieux qu'avant, de Luigi Pirandello, escenografía de Jean Négroni, Théâtre de Paris.